# Émile Lansman
Émile Lansman, né en 1947 à Jumet, est un instituteur puis éditeur français. 
Il est un témoin actif, depuis 1970, de l'évolution du théâtre et des écritures francophones, en particulier par et pour les jeunes. Éditeur théâtral depuis 1989, il conçoit et anime de nombreux projets pour des partenaires publics et privés,.

## Biographie
Chroniqueur culturel pour divers médias francophones à partir de 1980, il a assuré la programmation de la Maison de la Culture de La Louvière (Belgique) avant de fonder, fin 1989, sa propre maison d'édition théâtrale indépendante, Lansman Éditeur. 
En 2011, il a participé à la création de l'association sans but lucratif Emile&Cie afin de pérenniser ses activités éditoriales. Au total, il a publié à ce jour près de 1300 ouvrages d'auteurs issus de plus de 60 nationalités. Le label Lansman Éditeur constitue une référence internationale dans le domaine, multipliant les partenariats aux quatre coins du monde francophone (Afrique noire, Maghreb, Amérique du Nord...).
Il s'est vu confier, en 1999, la création et la gestion du nouveau Centre des Écritures Dramatiques Wallonie-Bruxelles et a toujours en charge, en 2015, les projets internationaux. Considéré comme l'un des spécialistes européens des dramaturgies francophones au Canada et en Afrique, il siège depuis 1999 en tant qu'expert belge à la Commission Internationale du Théâtre Francophone et a présidé cette Commission de 2005 à 2009[réf. nécessaire].
En décembre 2006, le conseil d'administration de la Foire du Livre de Bruxelles l'a porté à la présidence de cette importante institution et organisation mais il a démissionné de ce poste en mars 2007, estimant ne pas pouvoir assumer correctement les responsabilités liées à la fonction.
Il a été, jusque fin août 2012, chef de division à la Province de Hainaut, détaché à la direction de l'association interprovinciale théâtre-éducation Promotion Théâtre, tout en continuant à concevoir et diriger de nombreux projets de formation et d'animation pour divers partenaires belges et étrangers en tant que consultant, personne-ressource ou coordinateur de terrain dans plusieurs domaines culturels. Ainsi, par exemple, lui a-t-on confié en 2007-2008, la coordination du projet Théâtre pour ados : paroles croisées réunissant divers partenaires québécois, français et belges francophones.
En 2002 et 2003, une équipe de télévision l'a suivi en France, en Afrique et en Acadie, pour un reportage de 53 minutes, Émile Lansman au cœur de la francophonie, présenté sur les antennes de la télévision belge, puis lors de nombreux festivals et événements littéraires ou théâtraux dans le monde francophone.
En 2024, les difficultés financières viennent menacer sa maison d'édition Lansman Éditeur,.

## Prix et distinctions
- 1998 : Prix du Hainaut des Arts de la Scène
- 1999 : Chevalier dans l'Ordre des Arts et des Lettres (France)
- 2001 : Médaille Beaumarchais / SACD en reconnaissance de son action en faveur des auteurs contemporains
- 2002 : Prix de la Pensée Wallonne
- 2002 : Titre honorifique d'Ambassadeur de l'Acadie en Wallonie
- 2005 : Officier dans l'Ordre des Arts et des Lettres (France)
- 2005 : Prix Bernadette Abraté de la Critique belge pour l'ensemble de son parcours
- 2007 : Prix spécial Libbylit attribué par l'association des bibliothécaires belges pour son action dans le domaine du théâtre jeunes publics et plus généralement son dévouement à la cause de la littérature de jeunesse et à la lecture.
- 2010 : Grand Prix spécial Afrique du Théâtre francophone. Hommage pour son travail en faveur des créateurs africains.
- 2013 : Ordre des francophones d'Amérique
- 2015 : Mérite culturel honorifique des Journées théâtrales de Carthage (Tunisie)